# 프랑수아 에르네 푸르니에

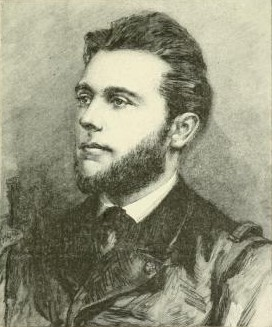
프랑수아 에르네 푸르니에

프랑수아 에르네 푸르니에(프랑스어: François-Ernest Fournier)는 1842년 5월 23일 툴루즈에서 태어난 프랑스 제독이다. 1884년, 프랑스와 청나라의 선전포고 되지 않는 전쟁을 해결한 톈진 협약(Tentsin Accord)의 프랑스 협상가였다.
1859년 해군에 입대하여, 빌리에르 전투와 로지 요새에서 액션을 보면서 프로이센-프랑스 전쟁에 참전하였다. 1898년부터 1900년까지 프랑스 지중해 해군 함대를 지휘하기도 했다.
1934년 11월 6일, 사망 당시 제독은 LMT 전화 장비 회사의 이사회 이사였다.